# Texas Memorial Museum
Le Texas Memorial Museum est le principal bâtiment d'exposition du Texas Natural Science Center de l'Université du Texas à Austin. Le centre abrite une collection de 5,7 millions de spécimens de paléontologie, de géologie, de biologie, etc. Le bâtiment, ouvert en 1939, fut dessiné par les architectes John Fanz Staub et Paul Cret. Le président américain Franklin D. Roosevelt inaugura les travaux en 1936.